# Baltic Chain Tour
El Baltic Chain Tour es una carrera ciclista por etapas que se disputa en los países bálticos (registrada en Finlandia), a mediados del mes de agosto.
Se comenzó a disputar en 2011 como amateur. Desde 2012 forma parte del UCI Europe Tour dentro de la categoría 2.2 (última categoría del profesionalismo).

## Palmarés
| Año                       | Ganador              | Segundo              | Tercero              |           |
| ------------------------- | -------------------- | -------------------- | -------------------- | --------- |
| (edición amateur)         |                      |                      |                      |           |
| 2011                      | Erki Pütsep          | Ígor Bóyev           | Ivo Suur             |           |
| (ediciones profesionales) |                      |                      |                      |           |
| 2012                      | Gediminas Bagdonas   | Viktor Shmalko       | Ian Wilkinson        |           |
| 2013                      | Philipp Walsleben    | Iván Savitski        | Žydrūnas Savickas    |           |
| 2014                      | Mathieu van der Poel | Clemens Fankhauser   | Mykhailo Kononenko   |           |
| 2015                      | Andri Kulyk          | Matti Manninen       | Gustav Höög          |           |
| 2016                      | Māris Bogdanovičs    | Andriy Vasylyuk      | Silver Mäoma         |           |
| 2017                      | Herman Dahl          | Māris Bogdanovičs    | Ben Perry            |           |
| 2018                      | Emīls Liepiņš        | Ramūnas Navardauskas | Gert Jõeäär          |           |
| 2020                      | Gert Jõeäär          | Alo Jakin            | Rait Ärm             |           |
| 2021                      | Laurence Pithie      | Karl Patrick Lauk    | Antti-Jussi Juntunen |           |
| 2022                      | Rait Ärm             | Martin Laas          | Miká Heming          |           |
| 2023                      | Rait Ärm             | Henri Uhlig          | Filippo Fortin       |           |
| 2024                      | cancelada            | cancelada            | cancelada            | cancelada |

## Palmarés por países
| País          | Victorias |
| ------------- | --------- |
| Estonia       | 4         |
| Letonia       | 2         |
| Lituania      | 1         |
| Alemania      | 1         |
| Países Bajos  | 1         |
| Ucrania       | 1         |
| Noruega       | 1         |
| Nueva Zelanda | 1         |